# Jean-Joseph-François Poujoulat
Pour les articles homonymes, voir Poujoulat.
Jean-Joseph-François Poujoulat (né le 28 janvier 1808 à La Fare-les-Oliviers et mort le 5 janvier 1880 à Paris) est un historien, journaliste et homme politique français.

## Biographie
Frère de Baptistin Poujoulat, il fait ses études  à Aix-en-Provence et monte à Paris. En 1828, il est employé par  Joseph-François Michaud à la rédaction de la Bibliothèque des Croisades. En 1830, il l’accompagne lors de son voyage en Grèce et en Palestine mais rentre seul par la Syrie. En mai 1831, ils publient ensemble l’échange de leurs lettres dans  Correspondance d’Orient (7 volumes). Son frère Baptistin Poujoulat effectue également un voyage en Orient à partir de 1836 et lui adresse des lettres ainsi qu’à Michaud.
Candidat légitimiste en juin 1848, il  est élu député des Bouches-du-Rhône à l’Assemblée constituante, réélu en 1849 jusqu’en 1851. Il cautionne par sa présence le 4 avril 1856 la fondation par Augustin Louis Cauchy et Charles Lenormant de L'Œuvre des Écoles d'Orient, plus connue actuellement sous le nom de L’Œuvre d’Orient. Il va même accepter d’être membre de son 1er Conseil général le 25 de la même année. Il s’oppose au Second Empire qu’il attaque régulièrement dans le journal royaliste l’Union monarchique. Il y  publie un article sur sa visite au « comte de Chambord » en exil à Wiesbaden où il se croit autorisé à écrire que ce dernier s’opposait au recours au peuple.
Il collabore également à la Revue des deux Mondes, au Musée des familles et à de nombreuses autres revues.

## Œuvres
- Jean-Joseph-François Poujoulat, Toscane et Rome, 1839
- Jean-Joseph-François Poujoulat, Histoire de Jérusalem, 1840-1842
- Jean-Joseph-François Poujoulat, Histoire de saint Augustin, 1844, 302 p. (lire sur Wikisource)
- Jean-Joseph-François Poujoulat, La Droite et sa mission, 1849
- Jean-Joseph-François Poujoulat, La France et la Russie à Constantinople : la question des lieux saints, 1853
- Jean-Joseph-François Poujoulat, Le cardinal Maury, sa vie, ses œuvres, 1855
- Jean-Joseph-François Poujoulat, Le père de Ravignan, 1859
- Jean-Joseph-François Poujoulat, Souvenirs d’histoire et de littérature
- Jean-Joseph-François Poujoulat, Histoire de la Révolution française, 1840-1842

## Sources
- « Jean-Joseph-François Poujoulat », dans Adolphe Robert et Gaston Cougny, Dictionnaire des parlementaires français, Edgar Bourloton, 1889-1891 [détail de l’édition]